# Синдром Бадда — Кіарі
Синдро́м Ба́дда-Кіа́рі — клінічний синдром, який розвивається внаслідок оклюзії печінкових вен. Синдром може мати блискавичний, гострий або безсимптомний перебіг.

## Етимологія
Назва синдрому походить від прізвищ англійського лікаря Джорджа Бадда (англ. George Budd — 1808—1882 роки), який описав його 1845 року та австрійського патолога Ганса Кіарі (нім. Hans Chiari — 1851—1916 роки), який це зробив 1898 року.

## Клінічні ознаки
Класична тріада ознак включає:
- біль у животі,
- асцит
- гепатомегалію (збільшення розмірів печінки).

Гострий перебіг синдрому проявляється у вигляді швидкого, прогресуючого гострого болю у верхній ділянці живота, жовтяниці, збільшення розмірів печінки через її некроз та кровонаповнення, підвищення рівня білірубіну, активності амінотрансфераз, лактоацидозу та енцефалопатії (незапального токсичного ураження центральної нервової системи).
Блискавичний перебіг проявляється у вигляді таких же ознак, але вони маніфестують та прогресують швидко, «на очах».
Безсимптомний перебіг відповідно не має тих яскравих ознак, як при гострому та блискавичному перебігу.

## Діагностика
Діагностують за допомогою ультразвукового та інших інструментальних методів обстеження.